# Ultracomputer
Ultracomputer — проект суперкомпьютера, созданный в Нью-Йоркском университете. Система могла иметь N процессоров, N модулей памяти и N log N коммутаторов передачи сообщений между ними. В коммутаторах использовалась инновационная на то время инструкция fetch-and-add, которая комбинировала запросы от нескольких процессоров в один запрос для снижения конфликтов при обращении к памяти.
Проект был разработан в 1980-х годах в департаменте компьютерных наук Института математических наук Куранта и основывался на концепции придуманной Джейкобом Т. Швартцем. В основном была проделана теоретическая работа, но были построены и 2 прототипа:
- 8-процессорная машина с шинной организацией
- 16-процессорная с 16 модулями памяти с заказной интегральной схемой коммутатора, поддерживающего инструкцию fetch-and-add.